# Rhinomorinia approximata
Rhinomorinia approximata är en tvåvingeart som beskrevs av Crosskey 1977. Rhinomorinia approximata ingår i släktet Rhinomorinia och familjen gråsuggeflugor. Inga underarter finns listade i Catalogue of Life.